# Cyclocarcina
Cyclocarcina är ett släkte av spindlar. Cyclocarcina ingår i familjen grottspindlar.
Kladogram enligt Catalogue of Life:
| Cyclocarcina | \| \| Cyclocarcina floronoides \| \| \| \| \| \| Cyclocarcina linyphoides \| \| \| \| |
|              | \| \| Cyclocarcina floronoides \| \| \| \| \| \| Cyclocarcina linyphoides \| \| \| \| |
|              | Aituaria                                                                              |
|              |                                                                                       |
|              | Canarionesticus                                                                       |
|              |                                                                                       |
|              | Carpathonesticus                                                                      |
|              |                                                                                       |
|              | Eidmannella                                                                           |
|              |                                                                                       |
|              | Gaucelmus                                                                             |
|              |                                                                                       |
|              | Nesticella                                                                            |
|              |                                                                                       |
|              | Nesticus                                                                              |
|              |                                                                                       |
|              | Typhlonesticus                                                                        |
|              |                                                                                       |
|              | Cyclocarcina floronoides                                                              |
|              |                                                                                       |
|              | Cyclocarcina linyphoides                                                              |
|              |                                                                                       |

|  | Cyclocarcina floronoides |
|  |                          |
|  | Cyclocarcina linyphoides |
|  |                          |